# Rat der Richter und Staatsanwälte
Der Rat der Richter und Staatsanwälte (türkisch Hâkimler ve Savcılar Kurulu, HSK), bis 2017 Hoher Rat der Richter und Staatsanwälte (türkisch Hâkimler ve Savcılar Yüksek Kurulu, HSYK), ist innerhalb der türkischen Gerichtsbarkeit zuständig für die disziplinarrechtliche Kontrolle der Gerichte sowie für Personalfragen. Wichtigste Aufgabe ist dabei die Wahl der Mitglieder des Staatsrats (drei Viertel der Mitglieder) und des Kassationshofs.
Das Gremium wurde am 13. Mai 1981 mit dem Gesetz Nr. 2461 über den Hohen Rat der Richter und Staatsanwälte gegründet. Größere Änderungen erfolgten im Zuge der Verfassungsreferenden von 2010 (Gesetz-Nr. 6087) und 2017.

## Vorläufer
In der Verfassung von 1924 war das Justizministerium für die Ernennung, den Einsatz und die Beförderung von Richtern und Staatsanwälten zuständig. Das Ministerium konnte auch disziplinarische Strafen verhängen. Zudem oblag es dem Ministerium neue Gerichte (Kammern bestimmter Gerichte) zu gründen. Am 4. Juli 1934 wurde das Gesetz 2556 zu Richtern verabschiedet. Dieses Gesetz sah vor, dass ein Konzil (türk. meclis) aus Mitgliedern vom Kassationshof und Abteilungen im Justizministerium über die Beförderung von Richtern entscheiden sollte.
Die Verfassung von 1961 sah im Artikel 143 und 144 einen Hohen Rat für Richter (türk. Yüksek Hâkimler Kurulu) und im Artikel 137 einen Hohen Rat für Staatsanwälte (türk. Yüksek Savcılar Kurulu) vor. Dem Rat für Staatsanwälte gehörten der Justizminister (Vorsitzender), drei Vertreter des Ministeriums und drei Vertreter des Kassationshofs an. Dem Rat der Richter gehörten 18 Voll- und fünf Ersatzmitglieder an. Sechs Vertreter kamen vom Kassationshof, sechs Vertreter wurden unter Richtern der ersten Klasse gewählt. Das Parlament und der Senat wählte aus diesem Kreis weitere drei Vertreter aus. Der Justizminister konnte an den Versammlungen teilnehmen, hatte aber kein Stimmrecht. Das änderte sich am 20. September 1971 mit dem Gesetz 1488. Der Justizminister erhielt Stimmrecht. Das Parlament und der Senat wählten keine Mitglieder mehr. Das oblag nun der Kammerversammlung am Kassationshof.

## Die Situation zwischen 1980 und 2010
Die Verfassung von 1982 legte im Artikel 159 der Verfassung folgende Grundlagen fest.
- Vorsitzender des Rates ist der Justizminister und der Staatssekretär ist natürliches Mitglied (von Amts wegen oder ex officio).
- Der Staatspräsident wählt aus Vorschlägen des Kassationshofs drei und aus Vorschlägen des Staatsrats zwei Mitglieder für vier Jahre aus. Wiederwahl ist möglich.
- Der Rechtsweg gegen Entscheidungen des Rates ist ausgeschlossen.
- Der Haushalt und die Geschäftsstelle sind dem Justizministerium angeschlossen.
- Der Kontrollrat (türk. Teftiş Kurulu), der Richter und Staatsanwälte überprüft, ist dem Ministerium angeschlossen.

## Die Verfassungsänderung von 2010
Nach dem Verfassungsreferendum vom 12. September 2010 wurde die Struktur und Arbeitsweise des Rates durch ein neues und zum 11. Dezember 2010 in Kraft getretenen Gesetzes über den Hohen Rat der Richter und Staatsanwälte mit dem Gesetz Nr. 6087 reformiert. Die Zahl der Mitglieder wurde von sieben auf 22 angehoben und es wurden drei Abteilungen geschaffen, von denen die erste Abteilung für den Einsatz und die Beförderung von Richtern und Staatsanwälten zuständig ist, die zweite Abteilung kümmert sich um Disziplinarangelegenheiten und die Beendigung von Laufbahnen. Die dritte Abteilung ist für die Ernennung und Beschwerden gegen Richter und Staatsanwälte zuständig. Der Kontrollrat wurde dem Hohen Rat für Richter und Staatsanwälte unterstellt. Er tagt unter der Aufsicht des Vorsitzenden der dritten Abteilung. Mit dem Gesetz bekam der HSYK einen gesonderter Etat und ein eigenes Gebäude. Der Kontrollrat wurden dem HSYK unterstellt und Widersprüche gegen Entscheidungen des HSYK wurden ermöglicht.
Neben dem Minister und seinem Staatssekretär gehören dem Rat 11 Richter und Staatsanwälte ersten Grades an (sie werden auf einer Vollversammlung dieser Juristen gewählt), 3 Mitglieder kommen vom Kassationshofs, 2 Mitglieder vom Staatsrat, 1 Mitglied von der Türkischen Justizakademie und 4 Mitglieder wählt der Staatspräsident aus. Europäische Gremien begrüßten die Reform als einen ersten Schritt in Richtung auf Gewaltenteilung, fanden jedoch dass sie nicht weit genug gehe.

## Neuere Entwicklungen
Im Februar 2014 verabschiedete die Große Nationalversammlung der Türkei ein Gesetz, das etliche Bestimmungen am Gesetz 6087 zum Hohen Rat für Richter und Staatsanwälte änderte. Es trägt die Nummer 6524 und enthält 43 Artikel. Das Gesetz enthält auch Änderungen zum Gesetz 2802 zu Richtern und Staatsanwälten und zum Gesetz 4954 zur Justizakademie (türk. Türkiye Adalet Akademisi).
Das Gesetz sollte der Regierung größeren Einfluss bei der Ernennung von Richtern und Staatsanwälten geben. Der Justizminister sollte künftig das letzte Wort erhalten. Zehn Tage nach Inkrafttreten des Gesetzes sollte der Justizminister neben einem neuen Generalsekretär, seinen Stellvertretern auch einen Vorsitzenden und seinen Stellvertreter im Kontrollrat, neue Kontrollrichter und neue Mitglieder des Verwaltungspersonals ernennen. In Zukunft sollte zwischen Vollmitgliedern (asıl) und vervollständigenden Mitgliedern (tamamlayıcı) unterschieden werden, wobei der Minister bestimmt, welches Mitglied welche Aufgabe erhält. Die 3. Abteilung sollte 11 Mitglieder haben, die in zwei Gruppen von jeweils 5 Mitgliedern aufgeteilt werden. Die Anzahl der Mitglieder in der 1. und 2. Abteilung wurde auf 5 gesenkt.
Die Republikanische Volkspartei (CHP) legte Verfassungsbeschwerde ein. Das Verfassungsgericht beschäftigte sich mit 24 der 43 Artikel und lehnte die Mehrheit der Anträge auf gewünschte Aufhebung der Bestimmungen ab. Die aufgehobenen Artikel betrafen in erster Linie die Kompetenzen des Justizministers. Die meisten Bestimmungen des temporären Artikels 4, die sich mit Entlassungen und Ernennungen nach Inkrafttreten des Gesetzes 6524 beschäftigen, wurden ebenfalls aufgehoben. Jedoch ist die Entscheidung des Verfassungsgerichts nicht rückwirkend. Die Bestimmung, dass für die Wahl in den HSYK eine Berufserfahrung von 20 Jahren notwendig ist, wurde ebenfalls aufgehoben.
Mit der Verfassungsreform 2017, die durch ein Referendum am 16. April 2017 in Kraft trat, wurde dem Rat das Attribut "Hohe" genommen, so dass er jetzt nur noch Hakimler ve Savcılar Kurulu – Richter- und Staatsanwälterat – heißt. Er besteht nur noch aus 13 Mitgliedern, von denen vier direkt durch den Präsidenten der Republik bestimmt werden. Auch der Justizminister und somit der Staatssekretär können der Sphäre des Präsidenten zugerechnet werden, wobei ab November 2019 der Präsident ohne Mitwirkung des Parlaments die Minister ernennen und entlassen kann. Weitere sieben Mitglieder werden durch das Parlament gewählt – insoweit kann der Präsident seinen Einfluss als Vorsitzender der – in der Regel – größten Parlamentspartei ausüben. Kritiker sehen damit das Gewaltenteilungsprinzip aufgehoben und die Unabhängigkeit der Justiz gefährdet.

## Säuberungswelle
Bereits im November 2015 hatte der HSYK Ermittlungen gegen 5000 Richter und Staatsanwälte eingeleitet, die angeblich Fethullah Gülens „Parallelstruktur“ angehören sollten. Im März 2016 wurden im Rahmen dieser Maßnahmen 680 Richter und Staatsanwälte als angebliche Gülen-Sympathisanten in den einstweiligen Ruhestand versetzt. Im Mai 2016 bekräftigte der HSYK seine Entschlossenheit, die Mitgliedschaft von Richtern und Staatsanwälten in der Struktur, die man als die Cemaat (Gülen-Gemeinde) wahrnehme, zu bekämpfen. Am Tag nach dem Putschversuch in der Türkei 2016 wurden fünf Angehörige des HSYK von ihrer Mitgliedschaft suspendiert. 2745 Richter und Staatsanwälte wurden in den einstweiligen Ruhestand versetzt. Des Weiteren wurden fünf Mitglieder des Danıştay vorläufig festgenommen. Bei allen Richtern und Staatsanwälten wurde die „Mitgliedschaft in der Parallelstruktur“ als Grund für die Maßnahme angegeben. Die Maßnahme betrifft 20 Prozent der Gesamtzahl an Richtern und Staatsanwälten der Türkei.